# Bárdos Remig
Bárdos Remig Sándor (1890-ig Ptacsek) (Ipolyság, 1868. február 25. – Balatonfüred, 1932. május 12.) pannonhalmi főapát.

## Élete
1885-ben kezdte meg a noviciátust a bencés rendben, ahol 1892-ben szentelték pappá. 1907-ig az esztergomi bencés gimnáziumban tanított, ekkor a kőszegi bencés gimnázium igazgatója és házfőnöke lett. 1920-ban választották pannonhalmi főapáttá, mely címet haláláig viselte, de 1929-től betegsége miatt Kelemen Krizosztom koadjutorként főapátként vezette a rendet.